# Морейра, Хорхе
Хорхе Луис Морейра Феррейра (исп. Jorge Luis Moreira Ferreira; род. 1 февраля 1990, Вильяррика, Парагвай) — парагвайский футболист, защитник. Выступал за сборную Парагвая.

## Клубная карьера
Морейра — воспитанник клуба «2 мая». В 2009 году он дебютировал за основной состав команды. В начале 2010 года Хорхе перешёл в «Либертад». 30 января в матче против «Гуарани» он дебютировал в парагвайской Примере. 29 мая в поединке против «Соль де Америка» Хорхе забил свой первый гол за «Либертад». В составе клуба Морейра пять раз стал чемпионом Парагвая.
В июле 2016 года Хорхе перешёл в аргентинский «Ривер Плейт». В августе того же года Морейра помог клубу выиграть Рекопу Южной Америки. 28 августа в матче против «Банфилда» он дебютировал в аргентинской Примере.
20 февраля 2019 года Морейра был арендован клубом MLS «Портленд Тимберс» с опцией выкупа. В главной лиге США он дебютировал 31 марта в матче против «Лос-Анджелес Гэлакси». 20 апреля в матче против «Коламбус Крю» он забил свой первый гол в MLS. По окончании срока аренды 18 июня 2020 года Морейра вернулся в «Ривер Плейт», после того как «Портленд Тимберс» отказался выкупать его.

## Международная карьера
В 2009 году Морейра в составе молодёжной сборной Парагвая, в составе которой принял участие в молодёжном чемпионате мира в Египте. На турнире он сыграл в матчах против команд Италии, Египта и Южной Кореи.
В 2010 году в товарищеском матче против сборной ЮАР Морейра дебютировал за сборную Парагвая, заменив во втором тайме Хонатана Сантана.

## Достижения
Командные
 «Либертад»
- Чемпион Парагвая (5): клаусура 2010, клаусура 2012, апертура 2014, клаусура 2014, апертура 2016

 «Ривер Плейт»
- Обладатель Рекопы Южной Америки (1): 2016
- Обладатель Кубка Либертадорес (1): 2018 (не играл)